# 雷措
雷措（德語：Retzow）是德国勃兰登堡州的一个市镇，隶属于哈弗尔兰县。总面积为14.84平方千米，截至2020年总人口为514人。